# De beproevingen van Apollo
De beproevingen van Apollo (Engels: The trials of Apollo) is een vijfdelige boekenserie geschreven door Rick Riordan. De serie is een vervolg op de serie Helden van Olympus, maar kan ook als een op zichzelf staande serie worden gelezen.
Het eerste deel, The hidden oracle, verscheen in 2016. Het laatste deel, The tower of Nero, werd in 2020 uitgebracht.

## Verhaal
Het verhaal gaat over de god Apollo, die in de gedaante van Lester Papadopoulos op aarde is gestort. Zijn meesteres is de 12-jarige Meg Mccaffrey. Samen moeten ze orakels redden, met behulp van voorspellingen. Het laatste orakel dat ze moeten redden is het orakel van Delphi, dat gegijzeld wordt door Apollo's aartsrivaal Python. Die worden namelijk 'gegijzeld' door de keizers Caligula, Commodus en Nero. Samen vormen de keizers het Triumviraat.

## Boeken
- Het verborgen orakel
- De duistere voorspelling
- De brandende doolhof
- De tombe van de tiran
- De toren van Nero